# نیروی دفاعی نیوزیلند
نیروی دفاعی نیوزلند (مائوری: Te Ope Kātua o Aotearoa) مجموعه نیروهای مسلح نیوزیلند است، که از نیروی زمینی نیوزیلند، نیروی دریایی سلطنتی نیوزیلند و نیروی هوایی سلطنتی نیوزیلند تشکیل می‌شود.